# دلگشا (ملکشاهی)
دلگشا شهری در بخش گچی شهرستان ملکشاهی استان ایلام ایران است.

## مردم
بر پایه سرشماری عمومی نفوس و مسکن در سال ۱۳۹۵ جمعیت این شهر ۱٬۸۱۹ نفر (۵۱۰ خانوار) بوده‌است.